# 조선총독부 재무국
조선총독부 재무국(朝鮮總督府 財務局)은 조선총독부가 설치한 행정 조직이다.

## 연혁
1910년 10월 1일에 한일 병합 조약이 체결되어 조선총독부가 설치되면서 탁지부(度支部)가 설치되었다. 탁지부에는 서무과(庶務課), 세관공사과(稅關工事課)의 2과 및 사세국(司稅局), 사계국(司計局)의 2국이 설치되었다. 1915년 3월 31일에 행정 간소화를 위해서 2국이 폐지되어 과가 되었으며 탁지부장관이 각 과의 사무를 지휘하게 되었다. 1919년 8월 20일에 조선총독부 관제 개정(칙령 제386호)에 의해서 탁지부는 재무국으로 변경되었다.

## 기구
※ 1941년 9월 1일 당시의 조직 구성이다. 이외에도 총독부 소속 관청으로 세무감독국(세무서), 세관 등이 있었다.
- 재무국(財務局)
  - 세무과(稅務課)
  - 토지조사과(土地調査課)
  - 사계과(司計課)
  - 이재과(理財課)
  - 관리과(管理課)
  - 세무관리양성소(稅務官吏養成所)

## 역대 장관 및 국장

### 탁지부장관 (1910년 ~ 1919년)
| 이름          | 한자표기    | 취임            | 퇴임            | 비고 |
| ------------- | ----------- | --------------- | --------------- | ---- |
| 아라이 겐타로 | 荒井 賢太郎 | 1910년 10월 1일 | 1917년 6월 6일  |      |
| 스즈키 아쓰시 | 鈴木 穆     | 1917년 6월 6일  | 1919년 8월 20일 |      |

### 재무국장 (1919년 ~ 1945년)
| 이름            | 한자표기    | 취임             | 퇴임             | 비고 |
| --------------- | ----------- | ---------------- | ---------------- | ---- |
| 고치야마 라쿠조 | 河内山 楽三 | 1919년 8월 20일  | 1922년 7월 3일   |      |
| 와다 이치로     | 和田 一郎   | 1922년 7월 3일   | 1924년 8월 13일  |      |
| 구사마 히데오   | 草間 秀雄   | 1924년 8월 13일  | 1929년 11월 8일  |      |
| 하야시 시게조   | 林 繁蔵     | 1929년 11월 8일  | 1937년 10월 30일 |      |
| 미즈타 나오마사 | 水田 直昌   | 1937년 10월 30일 | 1945년 8월 15일  | 광복 |

## 참고 문헌
- 조선총독부 편, 《시정 30년사》(施政三十年史), 조선총독부, 1940년.
- 조선총독부 편, 《조선사정 쇼와 17년도판》(朝鮮事情 昭和十七年度版), 조선총독부, 1941년.
- 전전기관료제연구회 편, 《전전기일본관료제의 제도·조직·인사》(戰前期日本官僚制の制度·組織·人事), 도쿄대학교출판회, 1981년.

## 같이 보기
- 조선총독부